# Punta del Este

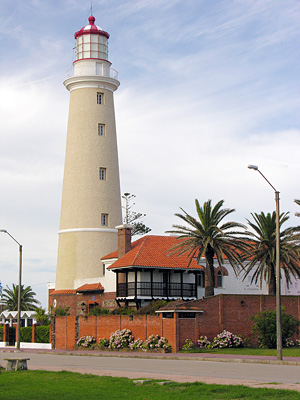
Punta del Estes fyr

Punta del Este är en turistort på Uruguays sydkust, sydöst om Maldonado och cirka 140 kilometer öster om huvudstaden Montevideo. Orten har ofta kommit att kallas Latinamerikas Saint Tropez på grund av sin exklusivitet. Staden har en året runt-befolkning på omkring 7 300, sommarturismen ökar ofta befolkningen med ytterligare 150 000.
Punta del Este är känt för sina natursköna kuster och stränder. Det finns två större stränder: Brava och Mansa. Den ena sidan vetter mot floden Río de la Plata och den andra ut mot Atlanten. Vissa stränder har tyst och lugnt vatten medan de som vetter ut mot Atlanten har kraftiga vågor. Det förekommer såväl finfördelad som grövre sand på de olika stränderna. Monumento al Ahogado, monumentet som markerar gränsen mellan vågtyperna, är avsett att varna badgäster för de kraftiga vågorna och strömmarna som kan leda till drunkning.
Punta del Este är även en populär ort för vattensporter och fiske.